# كيم شين يونغ (ممثلة)
كيم شين يونغ (بالكورية: 김신영) هي ممثلة كورية جنوبية، ولدت يوم 20 ديسمبر 1983 في دايغو في كوريا الجنوبية.

## روابط خارجية
- كيم شين يونغ على موقع IMDb (الإنجليزية)
- كيم شين يونغ على موقع ميوزك برينز (الإنجليزية)